# التخطيط الفرنسي للحرب 1920–1940

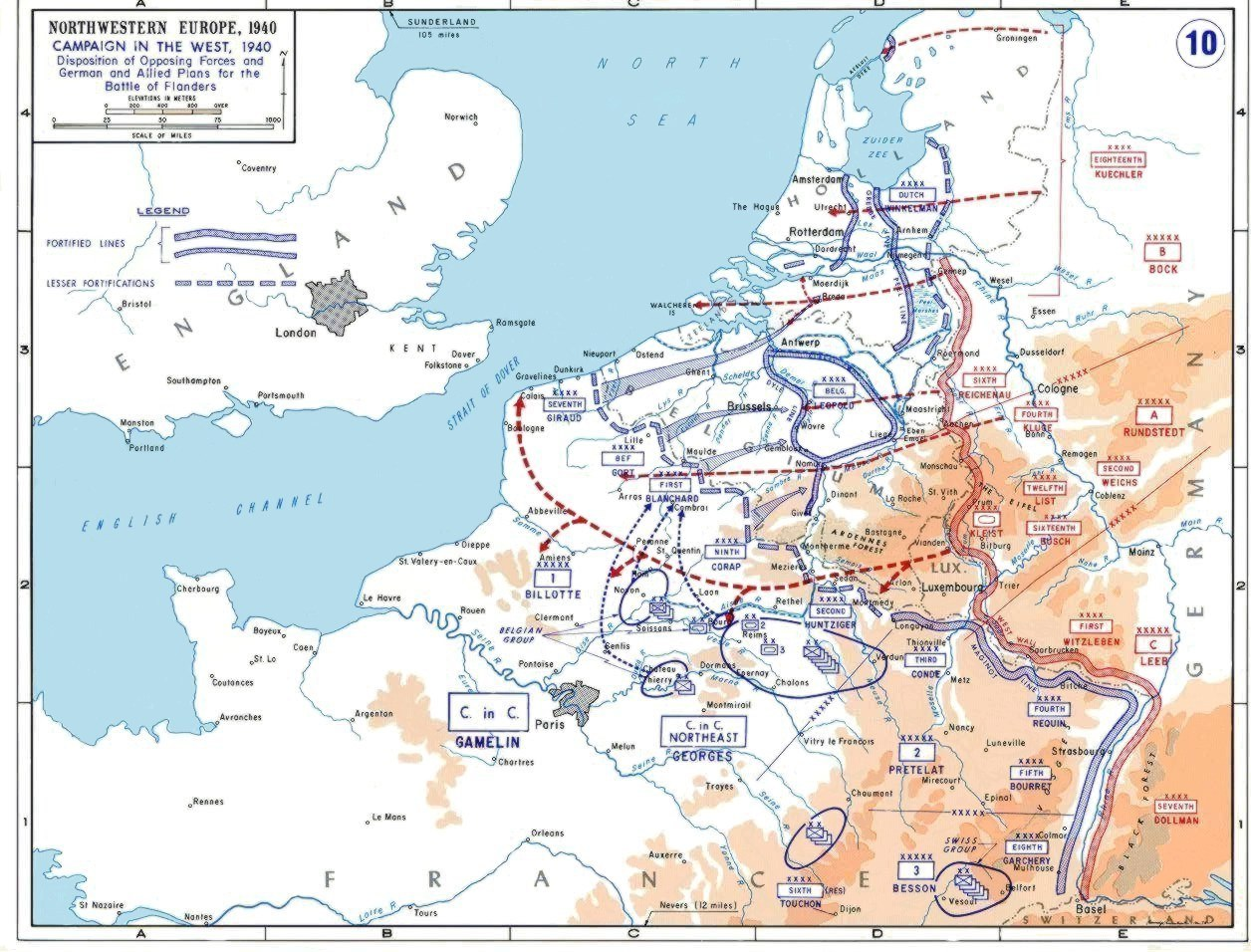
التخطيط الاستراتيجي الفرنسي

خطة دايل أو الخطة د، هي الخطة التي وضعها القائد العام للجيش الفرنسي، موريس غاملان، لإحباط محاولة ألمانيا غزو فرنسا عبر بلجيكا. يبلغ طول نهر دايل 86 كيلومترًا (أي، 53 ميلًا)، ويمتد من أوتا-لا-فال مرورًا ببرابانت فلاماند وأنتويرب؛ أراد غاملان أن توقف القوات الفرنسية والبريطانية والبلجيكية القوة الألمانية الغازية على طول النهر. نُسّقت جهود الاتصالات وتجهيز التحصينات لكلا الجيشين بموجب الاتفاقية الفرنسية-البلجيكية للعام 1920. عمِدت الحكومة البلجيكية إلى ترْك الاتفاقية تنقضي بعد إعادة التسليح الألماني لراينلاند في 7 مارس 1936، لتتبنى بعد ذلك سياسة الحياد الصارم، لا سيما مع وصول الجيش الألماني (الفيرماخت) حينئذ إلى الحدود الألمانية البلجيكية.
خلقت الشكوك الفرنسية بشأن الجيش البلجيكي حالةً مِن عدم اليقين بخصوص إمكانية تحرّك القوات الفرنسية بالسرعة اللازمة إلى بلجيكا لتخوض معركة دفاعية من مواقع مجهّزة مسبقًا بدلًا مِن الانخراط في مواجهة غير متوقعة. وُضعت خطط إيسكو/الخطة إي وخطة دايل/الخطة دي لتطبيق خط دفاع أمامي في بلجيكا، بالإضافة إلى حشد محتمل يمتد على طول الحدود الفرنسية البلجيكية حتى دنكيرك. اختار غاملان خطة إيسكو، ثم تخلى عن الخطة دي لصالح الزحف إلى خط نهر دايل، والذي كان 43 – 50 ميلًا أقصر (70 – 80 كيلومتر). أعرب بعض الضباط في القيادة العامة للجيش الفرنسي عن شكوكهم في قدرة الجيش الفرنسي على الوصول قبل الألمان.
في فترة شتاء 1939 – 1940، تزايد الاستياء الألماني من خطة فال جيلب، وهي خطةُ حملةِ غزوِ فرنسا وبلجيكا وهولندا. وفي 10 يناير 1940، حطّت طائرة ألمانية في ماسميخيلين ببلجيكا، حملت معها خطط الغزو. كانت حادثة ميكلين محرّكًا للشكوك بخصوص خطة فال جيلب، وأفضت إلى وضع خطة مانشتاين، والتي كانت مغامرة جريئة، ومتهورة بعض الشيء، لشن هجوم جنوبًا عبر آردين. أصبح الهجوم على البلدان المنخفضة فخًا لاستدراج جيوش الحلفاء شمالًا، ليسهل تطويقهم من الجنوب.
خلال شتاء 1939 – 1940، عدّل غاملان الخطة د بإضافة متغيّر مدينة بريدا، مما يعني الزحف إلى هولندا ثمّ بريدا في شمال برابانت. أُضيف الجيش السابع، والذي كان أقوى عناصر الاحتياط الاستراتيجي الفرنسي، إلى مجموعة الجيش الأولى بالقرب من الساحل، للاندفاع إلى مصب نهر سخيلده، وصِلة الوصل بالجيش الهولندي في تيلبورخ أو بريدا. نقلت بعض أفضل فرق الجيش الفرنسي إلى الشمال، بالتزامن مع نقل وحدات النخبة من الجيش الألماني جنوبًا لتنفيذ النسخة الجديدة من خطة فال جيلب، الذي كان بمثابة غزو عبر منطقة آردين.

## خلفية

### سياسة الدفاع الفرنسية
بعد إنفاذ التغييرات الإقليمية بموجب معاهدة فرساي (28 يونيو 1919) القاضية بنقْل مقاطعات الألزاس واللورين إلى فرنسا، أصبح وجود الموارد الطبيعية والصناعة والسكان قريبًا من الحدود، وهو الأمر الضروري لإنجاز حرب استنزاف أخرى، أصبح يعني أن الجيش الفرنسي لن يتمكن من اكتساب الوقت بالانسحاب إلى المناطق الداخلية مثلما فعل في العام 1914. وفي عقد الثلاثينيات، ازدادت أهمية كلّ من المقاطعتين وشمال غرب فرنسا بالنسبة للاقتصاد الفرنسي.
أُسنِد إلى الجيش الفرنسي مسؤولية حماية الحدود في ظل المجلس الحربي الأعلى، الذي أعيد تشكيله في 23 يناير 1920. وبحلول عام 1922، ظهر اتجاهان فكريان، على رأس أحدهما الجنرال إدموند بوات الذي نادى ببناء تحصينات دائمة على طول الحدود بقصد إنشاء دفاع ثابت نسبيًا، وفي المقابل دعم المارشال فرديناند فوش والمارشال فيليب بيتان الرأيَ المنادي بتأسيس مناطق محصنة كمراكز مقاومة للأعمال الهجومية. وكان من المفترض أن تناور الجيوش حول المراكز حتى يحين الوقت والظروف الأكثر ملاءمة لتنفيذ الهجوم. بحلول نهاية العام 1922، مالَ غالبية أعضاء المجلس الحربي الأعلى إلى تطبيق أسلوب يمكن استخدامه في حالتيّ الهجوم والدفاع على حد سواء.

### القوى البشرية
مع العام 1918، تلقّى المجندون الفرنسيون تدريبات لا تتجاوز مدتها الثلاثة أشهر، وبعد الحرب اعتُبر أن حجم الجيش ينبغي تحديده وفقًا لعدد الفِرق اللازمة لفرض الأمن. احتُسب عدد الجنود المحترفين والمجندين اللازم من خلال عملية الضرب، وكان عدد الجنود أكثر أهمية من مستوى تعليمهم أو تدريبهم. في العام 1920، أقرّ المجلس الحربي الأعلى 41 فرقة عسكرية عاملة، بالإضافة إلى خمسة فِرق جزائرية وثلاث كتائب استعمارية فرنسية، مع طاقةِ تعبئةٍ تبلغ 80 فرقة.
فرضت الحكومة حدًا أعلى يبلغ 32 فرقة تضم 150,000 جنديًا متفرّغًا؛ إنما في العام 1926، فرضت الحكومة حدًا أقصى على حجم الجيش بـ20 فرقة فاعِلة، تضم 106,000 جنديًا محترفًا، لتشكيل احتياطيّ من الرجال المدربين، ومن تلك الفرق الاحتياطية يمكن حشد جيش في زمن الحرب. أسهم تقليص حجم الجيش العامِل في خفض عدد المجندين وفترة الخدمة الإلزامية من سنتين إلى سنة واحدة بحلول العام 1928. في العام 1928، صدرت سلسلة عامة من القوانين للتجنيد وتنظيم الجيش، والتي حددت طبيعته في أوقات السلم؛ حافظ كادر الجنود المحترفين على جهوزية الجيش لتعبئة عدد ضخم من جنود الاحتياط.
توقع الجيش الفرنسي أنه يمكن الانتصار في أيّ حرب أخرى بواسطة جيش جماهيري، حتى لو تألف بغالبه من جنود بخدمة قصيرة ومدربين تدريبًا ناقصًا، واستمرت فترة التجنيد لمدة اثني عشر شهرًا بين الأعوام 1928 و1935. قُبل في الجيش دفعة مجندين لمدة عام واحد، باعتبار أن الجيش الكبير المدرّب تدريبًا جيدًا في زمن الحرب أكثر جدوى من جيش مدرب تدريبًا عاليًا وسريع الاستجابة وذي عقلية هجومية في زمن السلم. تلقّى ما بين 220,000 إلى 230,000 رجلٍ تدريبًا كل عام، واستُدعي نصفهم كل ستة أشهر، وانضمّت المجموعة السابقة إلى الجيش العامِل حالما بدأ الجنود الجدد بالتدريب.
اقتصرتْ قُدرة الجيش النظامي البالغ عدده 106,000 جنديًا على شَغل الدفاعات الحدودية، وتدريب المجندين، وتوفير طاقم التخطيط؛ لدى عودة الحامية في راينلاند، فقدَ الجيش الفرنسي قدرته على تنفيذ عمليات مستقلة أو محدودة في أوروبا دون تعبئة. في السنوات الأخيرة من عشرينيات القرن العشرين، لم يُعتبر التراجع في جاهزية الجيش القائم نقطة ضعف. بحلول العام 1932، وهو الوقت الذي بدأ فيه قانون خدمة العام الواحد يؤثر على أعداد الجنود، كان ثمة 320,000 جندي في فرنسا متروبوليتان، ومنهم 232,000 جندي مدرّبين بصورة كافية لخوض العمليات. بحلول العام 1933، كان هناك 320,000 جندي في بر فرنسا الرئيسي، منهم 226,000 ممّن تلقّوا تدريبًا لأكثر من ستة أشهر؛ لم يكن حجم الجيش الفرنسي سوى ضعف حجم الرايخويهر الألماني، الذي تألّف من جنود مدربين تدريبًا عاليًا نظرًا لطول مدّة الخدمة العسكرية المفروضة بموجب معاهدة فرساي.

### بلجيكا
في سبتمبر 1920، اتخذ المجلس الحربي الأعلى قرارًا استراتيجيًا بأن الدفاع عن الحدود الشمالية يجب أن يبدأ بتسيير حملة إلى بلجيكا. لم يحِد الجيش الفرنسي أبدًا عن فكرته بأن خسارة الموارد الزراعية، والتعدينية، والصناعية أمرٌ لا ينبغي أن يتكرر مطلقًا. وفي سبتمبر، وُقّعت الاتفاقية الفرنسية-البلجيكية للعام 1920 للتعاون العسكري؛ والتي تقضي أنه في حال ازداد التوتر الدولي، يطلب البلجيكيون العون من الفرنسيين الذين سيرسلون جيشًا إلى الحدود البلجيكية الألمانية، مما يجعلها خط الدفاع الرئيسي للمقاومة الفرنسية ضد الهجوم الألماني.